# 難船ス物語
『難船ス物語』（なんせんスものがたり）は1930年（昭和5年）と1931年（昭和6年）に製作されたアニメ映画。

## 難船ス物語第壱篇・猿ヶ嶋
1930年（昭和5年）製作。日本のアニメーションの父とよばれる政岡憲三が独立後に製作した初のアニメ映画。セル画ではなく切り絵を使用したアニメである。日活太秦漫画映画部との提携作品。

### ストーリー
南海にある猿ヶ嶋に難破船が漂着する。船で唯一生き残った赤ん坊は島で暮らす猿達に育てられ成長、やがて島から脱出する。

### スタッフ
- 原作・脚本：清水秀雄
- 漫画製作・監督：政岡憲三
- 漫画製作助手：島森卓二、原田誠一、熊川正雄
- 操作・撮影：葮屋映治
- 製作：日活太秦漫画映画部

## 難船ス物語第弐篇・海賊船(海の冒険)
1931年（昭和6年）製作。前年に製作された「難船ス物語第壱篇・猿ヶ嶋」の続編。前作と同様に日活太秦漫画映画部と提携作品。現在、両方の作品のフィルムは残っていないが、NHKの番組・その時歴史が動いたの取材により政岡憲三の甥の自宅に「第弐篇・海賊船」で使用された切り絵が30枚、屏風になって現存していることが判明した。